# Liếm dương vật

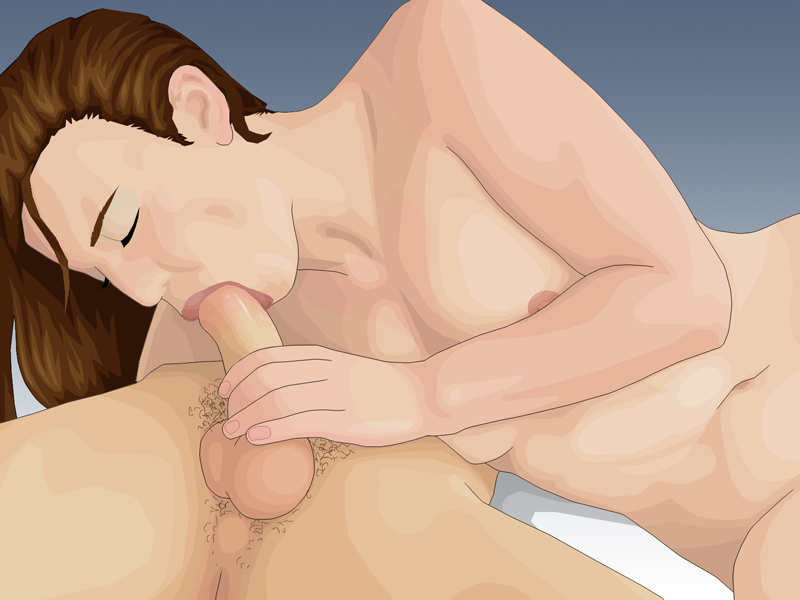
Người nữ đang liếm dương vật người nam

Liếm dương vật (hay còn có cách gọi khác là thổi kèn, blowjob) là một hành vi làm tình bằng miệng liên quan đến việc sử dụng miệng hoặc cổ họng do một người thực hiện trên dương vật của người khác hoặc của bản thân (tự liếm dương vật). Việc liếm bìu dái cũng có thể gọi với cùng thuật ngữ hoặc bằng các từ đá cà, đá bi, mút cà, đá trứng cút.
Liếm dương vật có thể gây kích thích tình dục cho cả hai người tham gia và có thể dẫn đến cực khoái cho người nhận. Nó có thể được bạn tình thực hiện như là khúc dạo đầu trước các hoạt động tình dục khác (chẳng hạn như quan hệ qua âm hộ hoặc hậu môn), hoặc như là một hành vi gợi tình và làm tăng cảm giác gần gũi. Giống như hầu hết các hình thức hoạt động tình dục khác, hành vi này có thể là một nguy cơ lây nhiễm các bệnh lây truyền qua đường tình dục (STIs/STDs). Tuy nhiên, nguy cơ lây truyền qua đường miệng, đặc biệt là lây truyền HIV, thấp hơn đáng kể so với quan hệ tình dục qua âm đạo hoặc hậu môn.
Tình dục bằng miệng thường được coi là điều cấm kỵ, nhưng hầu hết các quốc gia không có luật cấm việc này. Mọi người cũng có thể có những cảm giác tiêu cực hoặc ức chế tình dục về việc cho hoặc nhận tình dục bằng miệng; họ có thể từ chối tham gia. Thông thường, người ta không coi các hình thức tình dục bằng miệng như ảnh hưởng đến trinh tiết của một trong hai người bạn đời, mặc dù ý kiến về vấn đề này khá đa dạng.

## Thực hành

### Tổng quan

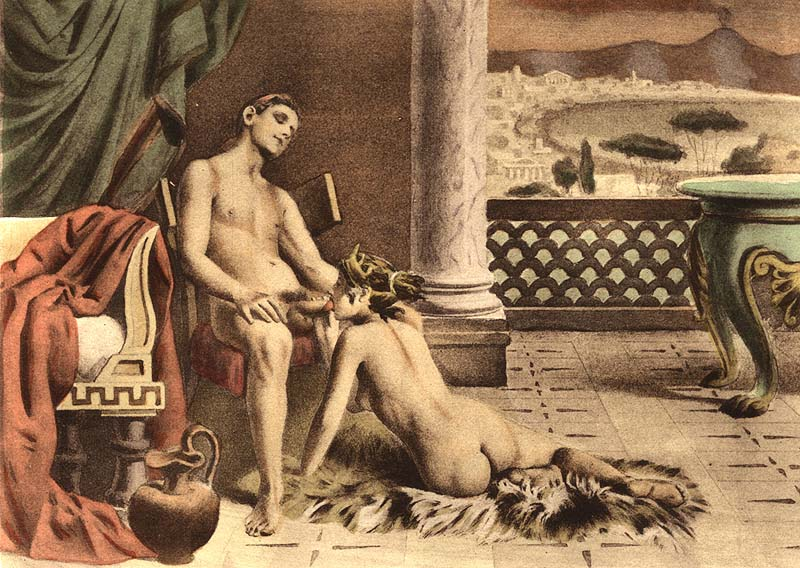
Tranh minh họa liếm dương vật của Édouard-Henri Avril

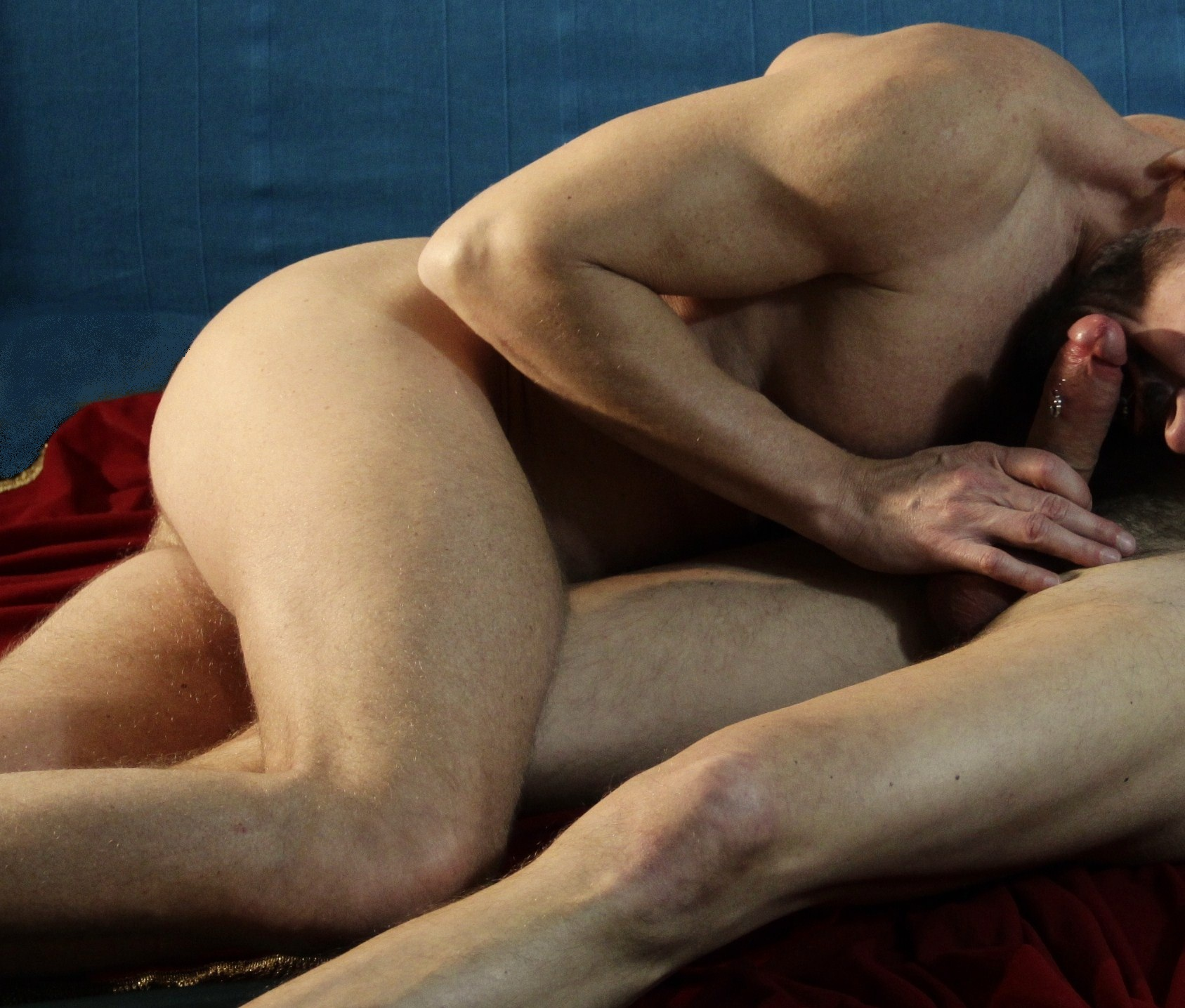
Một người đàn ông đang thực hiện liếm dương vật cho người đàn ông khác

Hình minh họa phụ nữ bú ngập họng dương vật người nam giới.

Một người liếm dương vật người khác có thể được gọi là người cho, người kia là người nhận. Việc liếm dương vật có thể gây kích thích tình dục cho cả hai phía, nam giới thường đạt tới cực khoái và xuất ra tinh dịch trong quá trình này. Mọi người có thể liếm dương vật như là một màn dạo đầu để kích thích tình dục cho bạn tình trước khi thực hiện quan hệ tình dục qua đường âm đạo hoặc hậu môn, hoặc thực hiện một hành vi tình dục khác, hoặc họ có thể thực hiện hành vi này như một hình thức gợi tình hoặc tăng cảm giác gần gũi. Mặc dù người được liếm dương vật là nam, bạn tình của người đó có thể có bất kỳ giới tính nào.
Điểm thiết yếu của việc bú liếm dương vật đối với người bạn tình của người đàn ông là đưa dương vật vào miệng, sau đó đưa miệng lên và xuống dương vật theo một nhịp điệu bắt chước các chuyển động đẩy đưa của âm đạo hoặc hậu môn, với nước bọt đóng vai trò như một chất bôi trơn và phải cẩn thận không để răng cắn vào hoặc làm xước dương vật. Người đàn ông được liếm có thể làm giảm nhịp điệu của việc kích thích bằng cách giữ đầu bạn tình trong hai tay mình. Người bạn tình cũng có thể thực hiện những động tác khác với dương vật bằng cách ngậm, mút, hôn hoặc đùa nghịch nó với lưỡi và môi. Việc bú liếm cũng có thể bao gồm kích thích hai bìu của dương vật, với việc liếm, bú hoặc ngậm toàn bộ bìu dái vào miệng.
Rất khó cho một số người thực hiện việc liếm mút dương vật, do độ nhạy cảm của họ đối với phản xạ nôn ọe tự nhiên. Những người khác nhau có độ nhạy cảm khác nhau với phản xạ này, nhưng một số người lại học được cách ngăn chặn phản xạ trên. Bú ngập họng là một hành động trong đó bạn tình của một người đàn ông đưa toàn bộ dương vật cương cứng vào sâu trong miệng của họ, theo hướng vào thẳng cổ họng.
Có nguồn cho rằng việc nuốt tinh dịch được nam giới đánh giá cao trên thang điểm gần gũi. Người đàn ông được bú liếm nhận kích thích tình dục trực tiếp, trong khi đối tác có thể thấy hài lòng khi cho anh ta niềm vui. Việc cho và nhận liếm dương vật cùng lúc có thể xảy ra đồng thời ở các tư thế tình dục như 69 và nối vòng.
Liếm dương vật đôi khi được thực hành khi việc đưa dương vật vào âm đạo là khó khăn cho bạn tình. Ví dụ, trong thời gian mang thai thay vì quan hệ tình dục bằng đường âm đạo, các cặp vợ chồng có thể áp dụng nó để vẫn hoạt động tình dục thân mật mà tránh được những khó khăn của giao hợp qua đường âm đạo trong các giai đoạn cuối của thai kỳ. Có thể có những lý do khác khiến phụ nữ không muốn có quan hệ tình dục qua đường âm đạo, chẳng hạn như nỗi sợ mất trinh, mang thai, hoặc cô ấy đang có kinh nguyệt.
Đối với một số đàn ông có khung xương đủ linh hoạt, kích thước dương vật đủ dài, hoặc kết hợp cả hai, để thực hiện tự bú liếm dương vật của chính mình như là một hình thức thủ dâm; điều này được gọi là tự liếm dương vật. Rất ít người đàn ông có khung xương đủ linh hoạt và dương vật đủ dài để thực hiện gập người làm việc đó. Tuy nhiên, tính linh hoạt của khung xương có thể tăng lên thông qua các vị trí hỗ trợ trọng lực và việc tập luyện thể chất như thể dục dụng cụ, uốn dẻo, hoặc yoga có thể giúp một số đàn ông thực hiện được điều này.

### Mùi vị
Có ít phụ nữ thích mùi vị của tinh dịch. Tuy nhiên, giống như sữa mẹ, mùi vị tinh dịch có thể thay đổi theo chế độ ăn uống. Có những báo cáo không chính thức rằng ăn nhiều thịt đỏ và khẩu phần bơ sữa có thể làm tinh dịch có vị mặn. Có khẳng định là măng tây đã tạo ra vị đắng, trong khi rau mùi, cần tây, quế và nhiều loại trái cây (đặc biệt là trái cây nhiệt đới) khiến tinh dịch có vị ngọt. Tinh dịch của người nghiện rượu nặng và người nghiện rượu có khuynh hướng có vị chát.

## Rủi ro sức khỏe

### Nhiễm trùng qua đường tình dục
Bệnh chlamydia, bệnh nhiễm virus papilloma ở người (HPV), lậu mủ, herpes, viêm gan (nhiều loại) và các bệnh lây truyền qua đường tình dục (STIs/STDs), có thể lây nhiễm thông qua tình dục bằng miệng. Bất kỳ trao đổi dịch tình dục nào với một người nhiễm HIV, virut tạo ra bệnh AIDS, đều có rủi ro lây bệnh. Tuy nhiên, nguy cơ nhiễm bệnh lây truyền qua tình dục thường được coi là thấp hơn đáng kể khi quan hệ tình dục bằng miệng so với quan hệ tình dục qua âm đạo hoặc qua hậu môn, với lây truyền HIV được coi là nguy cơ thấp nhất khi thực hiện tình dục bằng miệng.
Có nguy cơ gia tăng nguy cơ mắc bệnh lây truyền qua đường tình dục nếu người liếm dương vật tiếp xúc với vết thương trên dương vật của bạn tình, hoặc nếu người liếm dương vật có vết thương hoặc vết loét trên miệng hoặc trong miệng hoặc bị chảy máu nướu răng. Đánh răng, dùng chỉ nha khoa cọ răng, súc miệng trước hoặc sau khi liếm dương vật cũng có thể làm tăng nguy cơ lây truyền, bởi vì tất cả các hoạt động này có thể gây ra những vết xước nhỏ trong miệng. Những vết thương này, ngay cả khi chúng cực nhỏ, làm tăng khả năng mắc các bệnh lây truyền qua đường tình dục qua đường miệng. Sự tiếp xúc như vậy cũng có thể dẫn đến nhiều bệnh nhiễm trùng thường gặp hơn từ vi khuẩn và vi-rút thông thường được tìm thấy trong và xung quanh vùng sinh dục và các dịch tiết ra từ đó. Do những yếu tố nói trên, các trang y tế khuyên nên sử dụng các phương pháp tình dục an toàn khi thực hiện liếm dương vật hoặc được liếm trong khi làm tình với đối tác không rõ ràng về tình trạng bệnh tình dục của họ.

### HPV và liên hệ với việc ung thư lưỡi
Có báo cáo về sự liên hệ giữa ung thư lưỡi với những người nhiễm virus papilloma ở người. Một nghiên cứu năm 2005 cho thấy tình dục bằng miệng không có bảo vệ đối với một người bị nhiễm HPV có thể làm tăng nguy cơ ung thư lưỡi. Nghiên cứu cho thấy 36% bệnh nhân ung thư có HPV so với chỉ 1% của nhóm không HPV.
Một báo cáo năm 2007 cho thấy có hệ số tương quan giữa ung thư miệng và ung thư cổ họng. Người ta tin rằng điều này là do sự lây truyền của HPV, một loại virus đã được liên quan đến phần lớn các loại ung thư cổ tử cung và đã được phát hiện trong mô ung thư cổ họng trong nhiều nghiên cứu. Nghiên cứu kết luận rằng những người có từ một đến năm bạn tình đường miệng trong cuộc đời của họ có nguy cơ mắc ung thư họng gấp đôi so với những người không tham gia vào hoạt động này và những người có nhiều hơn 5 bạn tình đường miệng đã tăng nguy cơ lên tới 250 phần trăm.

### Thai nghén và tinh dịch
Liếm dương vật không thể làm có thai, vì không có cách nào để tinh trùng qua đường tiêu hóa đi tới tử cung để thụ tinh cho trứng. Dù sao đi nữa, axit trong dạ dày và các enzyme tiêu hóa trong đường tiêu hóa sẽ phá vỡ và tiêu diệt tinh trùng.
Nghiên cứu lâm sàng đã tạm thời cho thấy việc liếm dương vật dẫn đến sự điều hòa miễn dịch, cho thấy việc liếm dương vật có thể làm giảm nguy cơ biến chứng trong thời kỳ mang thai. Các biến chứng có thể gây tử vong của tiền sản giật được quan sát thấy ít xảy ra ở những phụ nữ thường xuyên tham gia liếm dương vật, còn với những người nuốt tinh dịch của bạn tình thì có ít rủi ro hơn cả. Kết quả phù hợp với thực tế là tinh dịch chứa TGF-β1, việc trao đổi chất này giữa các bạn tình có làm giảm nguy cơ tiền sản giật với nguyên nhân gây ra là phản ứng miễn dịch học. Cũng cần chú ý rằng việc liếm dương vật không phải là cách duy nhất để trao đổi TGF-β1.

## Quan niệm văn hóa

### Nuốt tinh dịch
Cuối năm 1976, một số bác sĩ đã khuyên phụ nữ mang thai vào những tháng thứ tám và chín không nuốt tinh dịch vì nó gây ra tình trạng sinh non, mặc dù bây giờ việc nuốt tinh trùng được cho là an toàn cho sản phụ.
Nuốt tinh dịch có tầm quan trọng trong một số nền văn hoá trên thế giới. Trong nền văn hoá Baruya, có một nghi thức bí mật trong đó các cậu bé sẽ bú dương vật của những người đàn ông trưởng thành và uống tinh dịch của họ, "nhằm mục đích có thêm nam tính trước hôn nhân". Trong cộng đồng người Sambia ở Papua New Guinea, bắt đầu từ 7 tuổi, tất cả nam giới thường xuyên phải chấp nhận việc được các thanh thiếu niên bú liếm dương vật trong tiến trình trưởng thành của nam giới với sáu giai đoạn, vì người Sambia tin rằng việc nam thiếu niên thường xuyên nuốt tinh trùng người lớn là điều cần thiết để thiếu niên bước vào tuổi dậy thì được trưởng thành về giới tính và nam tính. Đến thời điểm các thiếu niên này bước vào tuổi dậy thì, đến lượt họ lần lượt tham gia vào việc truyền tinh dịch của mình cho những thiếu niên trẻ hơn.

### Trinh tiết
Tình dục đường miệng thường được sử dụng để bảo toàn trinh tiết, đặc biệt trong các cặp đôi dị tính, điều này thỉnh thoảng được gọi là trinh tiết kỹ thuật (mà bao gồm cả tình dục hậu môn, thủ dâm lẫn cho nhau và các hình thức tình dục không xâm nhập khác, chỉ trừ tình dục dương vật-âm đạo). Khái niệm "trinh tiết kỹ thuật" hoặc kiêng tình dục thông qua tình dục đường miệng đặc biệt phổ biến trong giới trẻ, đặc biệt với các cô gái trẻ, vốn không chỉ liếm dương vật bạn trai để giữ trinh tiết cho mình, mà còn tạo cảm xúc gần gũi hoặc để tránh thai. Các lý do khác cho việc thực hiện liếm dương vật trở nên phổ biến đối với các cô gái trẻ là sức ép của bạn bè và đây là hành vi khởi đầu cho các hoạt động tình dục của họ. Những đàn ông đồng tính cũng thường coi việc liếm dương vật là cách để giữ gìn trinh tiết của họ, trong khi coi việc quan hệ tình dục hậu môn như là một hành vi làm mất trinh tiết của mình, trong khi một số đàn ông đồng tính khác coi việc này là một hành vi tình dục chính của họ.

### Truyền thống

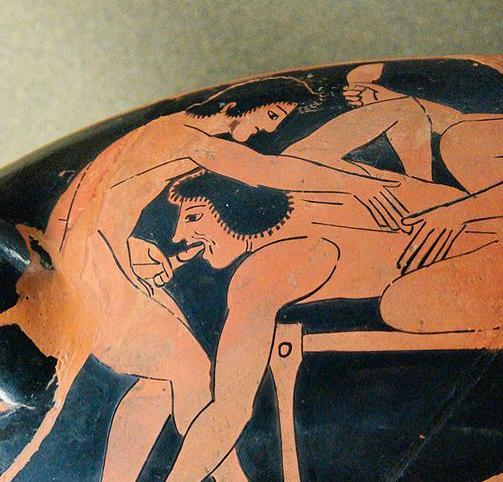
Mô tả liếm dương vật trên Attic red-figure kylix, khoảng 510 TCN

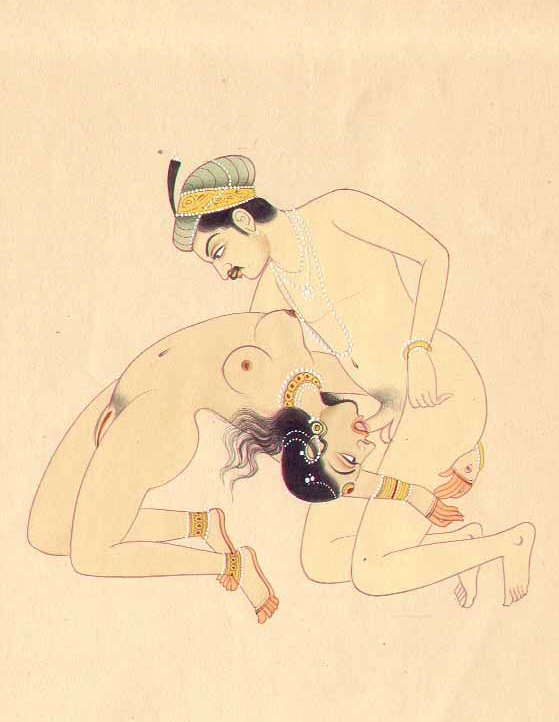
Tình dục đường miệng trong Kama Sutra

Galienus coi việc liếm dương vật là mang tính chất tình dục đồng giới nữ vì phụ nữ trên đảo Lesbos đã đưa ra khái niệm dùng miệng để tạo khoái cảm tình dục.
Kama Sutra - sách tình dục Ấn Độ cổ, từ thế kỷ 1, đã mô tả tình dục đường miệng với mô tả chi tiết việc liếm dương vật (dành hẳn 1 chương mô tả auparishtaka (hoặc oparishtaka), "làm tình bằng miệng") và chỉ nhắc đến liếm âm hộ rất ít. Tuy nhiên, theo Kama Sutra, liếm dương vật trên hết là một đặc điểm của hoạn quan (hoặc, theo các bản dịch khác, về những người đồng tính luyến ái hoặc chuyển giới giống như Hijra của Ấn Độ hiện đại). Hai dạng người này sử dụng miệng của họ để thay thế cho cơ quan sinh dục nữ.
Tác giả của Kama Sutra nói rằng việc liếm dương vật cũng được thực hiện bởi "những người phụ nữ không thanh khiết", nhưng đề cập rằng có những lo ngại truyền thống phổ biến về việc đây là một tập tục đồi bại hoặc ô uế, với những người áp dụng hành vi này được biết là những người yêu nhau ở nhiều nơi trên đất nước Ấn Độ. Tác giả dường như đồng ý với những thái độ này, cho rằng "một người khôn ngoan" không nên tham gia vào hình thức giao hợp đó trong khi thừa nhận rằng nó có thể phù hợp trong một số trường hợp không xác định.
Văn hóa Moche của Peru cổ đại tôn thờ cuộc sống hàng ngày bao gồm các hành vi tình dục. Họ miêu tả hành vi liếm dương vật trên các đồ gốm.